# Peter Rosei

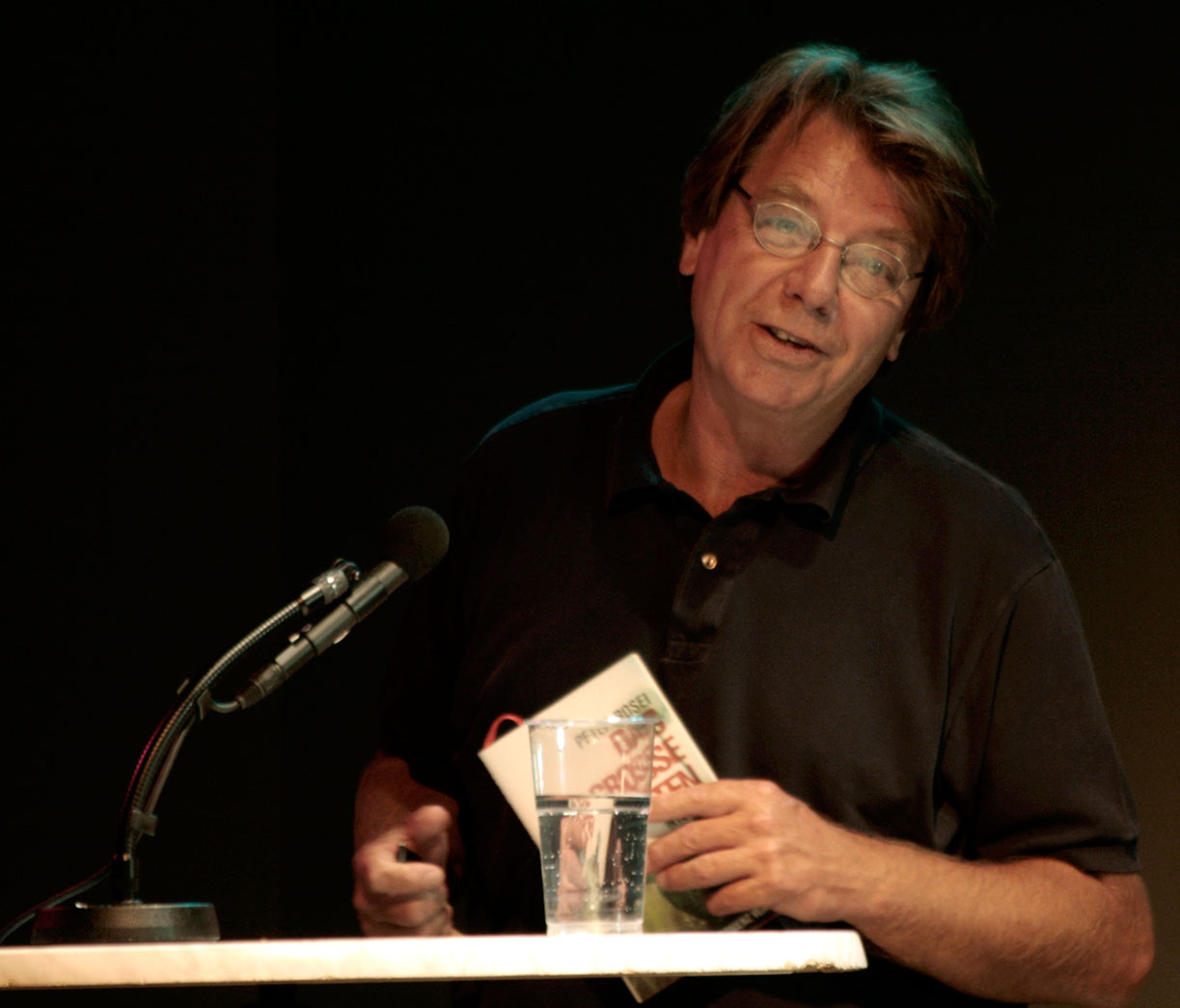
Peter Rosei (2009)

Peter Rosei (* 17. Juni 1946 in Wien) ist ein österreichischer Romancier und Essayist.

## Leben und Werk
Peter Rosei ist der Sohn eines Eisenbahnbeamten und einer Ladenbesitzerin. Er wuchs in Wien auf, wo er das Gymnasium besuchte und seine Reifeprüfung mit Auszeichnung bestand. Anschließend studierte er an der Universität Wien Jus. 1968 promovierte er dort zum Doktor der Rechtswissenschaften. Von 1969 bis 1971 war er Sekretär und Manager des Wiener Malers Ernst Fuchs. Danach leitete er für kurze Zeit einen Schulbuchverlag. Seit 1972 lebt er als freier Schriftsteller in Wien, von 1975 bis 1980 in Bergheim bei Salzburg, danach wieder in Wien. Aus der Salzburger Zeit datierte seine enge Freundschaft mit H. C. Artmann, die bis zu dessen Tod andauerte. Weiters gehörten Gerhard Amanshauser und Helmut Eisendle zum Salzburger Freundeskreis. Rosei unternahm und unternimmt immer wieder ausgedehnte Reisen, im Feuilleton gilt er vielfach als der Reisende schlechthin. Unter anderem war er Writer in Residence an amerikanischen Universitäten, unterrichtete in Japan, zuletzt auch an der Universität für angewandte Kunst in Wien sowie an der Universität Wien. Er ist verheiratet mit Christiana Pock, der jüngeren Schwester von Rosa Artmann, geb. Pock, und hat einen Sohn. Mit seiner Frau lebte er u. a. in Italien und übersetzte aus dem Italienischen. Der Bildhauer Franz Rosei ist ein Bruder Peter Roseis.
Peter Rosei hat eines der umfangreichsten Werke der neueren Literatur deutscher Sprache geschaffen. Sein schriftstellerisches Debüt hatte Rosei 1972 mit dem Erzählband Landstriche, seinen ersten großen Erfolg 1977 mit dem Roman Wer war Edgar Allan? Der sich am Rande des Fantastischen bewegende Roman machte Rosei seinerzeit zu einem der meistbesprochenen jungen Autoren und war bereits ein paar Jahre nach seinem Erscheinen zum Kultbuch avanciert. In den siebziger Jahren zählte er mit Autoren wie Barbara Frischmuth, Alois Brandstetter, Franz Innerhofer, Gernot Wolfgruber und Gert Jonke zu einer Art „Residenz-Kultur“. Von 1990 bis 2005 erschienen seine großen Prosaprojekte beim Stuttgarter Verlag Klett-Cotta. Der Verlag legte auch eine mehrbändige Ausgabe des frühen Werkes vor. Später kehrte Rosei wieder zum Residenz Verlag zurück. Nebenher verfasste Rosei Gedichte, zahlreiche Hörspiele, auch Filmdrehbücher, darunter zum Film Wer war Edgar Allan?, bei dem Michael Haneke Regie führte. Obgleich es durchaus stilistische und motivische Kontinuität erkennen lässt, gliedern deutliche Zäsuren das Werk Peter Roseis. Dominierte in den frühen Publikationen ein nüchterner, protokollarischer Ton, der Gesellschaft wie Natur mit radikalem Pessimismus schilderte, wich er später einer eher melancholischen bzw. sarkastischen Betrachtungsweise. Roseis Sprache wird als sachlich und präzise beschrieben. Die späteren Bücher wurden auf einen größeren Handlungsspielraum hin angelegt. Mehrfach sind sie in Zyklen organisiert, wie etwa das 15000-Seelen-Projekt aus den achtziger Jahren, wo Rosei versuchte, eine umfassende Darstellung der heutigen Welt zu geben. In den Wiener Dateien, beginnend mit dem Roman Wien Metropolis (2005), werden österreichische Befindlichkeiten in einer globalisierten Welt beispielhaft dargestellt und vorgeführt. Seine Poetik als Künstler hat Rosei in zahlreichen Essays konkretisiert. Vor allem sind hier seine Beiträge zu einer Poesie der Zukunft (Grazer Poetikvorlesung 1995) sowie Brown vs. Calder: Gedanken zur Dichtkunst (2015) zu nennen.
Peter Rosei war Gründungsmitglied der Grazer Autorenversammlung 1973, aus der er 1978 gemeinsam mit H. C. Artmann und Helmut Eisendle wieder austrat.
Peter Rosei kommentierte in zahlreichen Artikeln ethische, politische, ökonomische und künstlerische Fragen der Zeit, die unter anderem in der NZZ, der österreichischen PRESSE und dem österreichische STANDARD veröffentlicht, später in Essay-Bänden gesammelt wurden.
Von 1998 bis 2011 war Peter Rosei Aufsichtsratsvorsitzender der Literar-Mechana. Während dieser Zeit konnten dort u. a. die sozial-kulturellen Einrichtungen großzügig ausgebaut werden.

## Auszeichnungen
- 1973 Rauriser Literaturpreis
- 1980 Literaturpreis des Kulturfonds der Landeshauptstadt Salzburg
- 1986 Elias-Canetti-Stipendium der Stadt Wien
- 1987 Literaturpreis der Salzburger Wirtschaft
- 1990 Österreichischer Würdigungspreis für Literatur
- 1993 Franz-Kafka-Preis der Stadt Klosterneuburg
- 1996 Österreichisches Ehrenkreuz für Wissenschaft und Kunst
- 1996 Literaturpreis der Stadt Wien
- 1999 Anton-Wildgans-Preis
- 2006 Österreichisches Ehrenkreuz für Wissenschaft und Kunst I. Klasse
- 2007 Goldenes Verdienstzeichen des Landes Wien
- 2016 Großes  Ehrenzeichen für Verdienste um die Republik Österreich
- 2019 Goldenes Doktordiplom der Universität Wien

## Werke (Auswahl)
Prosa

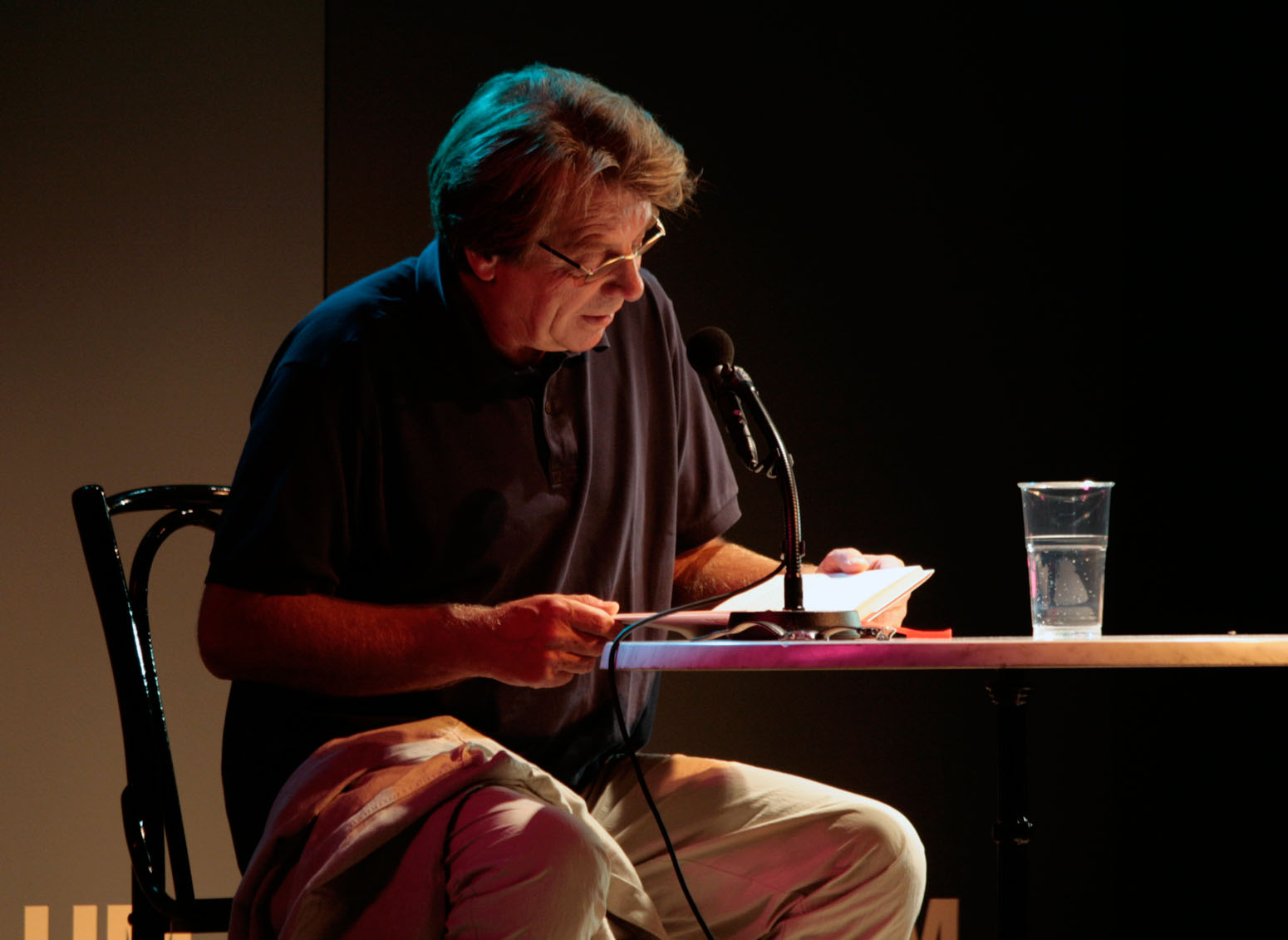
Peter Rosei liest aus Das große Töten (2009)

- Landstriche. Erzählungen. Residenz Verlag, Salzburg 1972, ISBN 3-7017-0019-7.
- Wege. Erzählungen. Residenz Verlag, Salzburg 1974, ISBN 3-7017-0092-3.
- Entwurf für eine Welt ohne Menschen. Entwurf zu einer Reise ohne Ziel. Prosa. Residenz Verlag, Salzburg 1975, ISBN 3-7017-0125-3.[10]
- Wer war Edgar Allan? Roman. Residenz Verlag, Salzburg 1977, ISBN 3-7017-0174-1 (1984 verfilmt von Michael Haneke, mit Paulus Manker und Rolf Hoppe), letzte Neuauflage: Residenz Verlag, Salzburg – Wien 2021, ISBN 978-3-7017-1742-2.
- Von hier nach dort. Roman. Residenz Verlag, Salzburg – Wien 1978, ISBN 3-7017-0191-1, letzte Neuauflage: Residenz Verlag, Salzburg – Wien 2023, ISBN 978-3-7017-1768-2.
- Die Milchstraße. Residenz Verlag, Salzburg – Wien 1981, ISBN 3-7017-0279-9.
- Reise ohne Ende. Aufzeichnungsbücher. Suhrkamp Verlag, Frankfurt am Main 1983, ISBN 3-518-37375-7<800>
- Mann & Frau. Residenz Verlag, Salzburg – Wien 1984, ISBN 3-7017-0381-7.[11]
- 15000 Seelen. Roman. Residenz Verlag, Salzburg – Wien 1985, ISBN 3-7017-0419-8.
- Die Wolken. Residenz Verlag, Salzburg – Wien 1986, ISBN 3-7017-0462-7.
- Der Aufstand. Residenz Verlag, Salzburg – Wien 1987, ISBN 3-7017-0500-3.
- Rebus. Roman. Klett-Cotta, Stuttgart 1990, ISBN 3-608-95711-1.
- Persona. Roman. Klett-Cotta, Stuttgart 1995, ISBN 3-608-93279-8.
- Wien Metropolis. Klett-Cotta, Stuttgart 2005, ISBN 3-608-93560-6.
- Das große Töten. Roman. Residenz Verlag, Salzburg – Wien 2009, ISBN 978-3-7017-1530-5.
- Madame Stern. Residenz Verlag, St. Pölten - Salzburg – Wien 2013, ISBN 978-3-7017-1606-7.
- Die Globalisten. Roman. Residenz Verlag, St. Pölten – Salzburg – Wien 2014, ISBN 978-3-7017-1633-3.
- Karst. Residenz Verlag, Salzburg – Wien 2018, ISBN 978-3-7017-1690-6.
- Die große Straße. Reiseaufzeichnungen. Residenz Verlag, Salzburg – Wien 2019, ISBN 978-3-7017-1717-0.
- Das Märchen vom Glück. Roman. Residenz Verlag, Salzburg – Wien 2021, ISBN 978-3-7017-1741-5
- Das wunderbare Leben. Residenz Verlag, Salzburg – Wien 2023, ISBN 978-3-7017-1766-8.

Essays
- Versuch, die Natur zu kritisieren. Residenz Verlag, Salzburg – Wien 1982, ISBN 3-7017-0320-5.
- Naturverstrickt. Sonderzahl Verlag, Wien 1998, ISBN 3-85449-128-X.
- Album von der traurigen und glücksstrahlenden Reise. Verlag Droschl, Graz 2002, ISBN 3-85420-603-8.
- Was tun? – Essays zu Politik und Ökonomie. Sonderzahl Verlag, Wien 2016, ISBN 978-3-85449-456-0.
- Ich bin kein Felsen, ich bin ein Fluss – Essays über Kunst und Politik. Sonderzahl Verlag, Wien 2020, ISBN 978-3-85449-555-0.
- Die Geschichte geht weiter – Ungemütliche Essays. Sonderzahl Verlag, Wien 2024, ISBN 978-3-85449-653-3.

Theater
- Tage des Königs. Verlag der Autoren, Frankfurt am Main 1982. Uraufführung 1991, Regie: Martin Kušej, Schauspielhaus Graz.
- Dramatisches I. Sonderzahl Verlag, Wien 2002, ISBN 3-85449-194-8.
- Dramatisches II. Sonderzahl Verlag, Wien 2004, ISBN 3-85449-217-0.
- Österreichs Größe, Österreichs Stolz (Ideentheater). Sonderzahl Verlag, Wien 2008, ISBN 978-3-85449-287-0.

Lyrik
- Regentagstheorie. Residenz Verlag, Salzburg – Wien 1979, ISBN 3-7017-0218-7.
- Das Lächeln des Jungen. Residenz Verlag, Salzburg – Wien 1979, ISBN 3-7017-0219-5.
- Viel früher. Verlag Droschl, Graz – Wien 1998, ISBN 3-85420-492-2.

Hörspiele
- 1972: Ein Fragment und seine Deutung, ORF
- 1985: Die Engel, WDR    1985: ORF-S  1986: SDR  1988: SWR
- 1988: Goldtatze, SWR/NDR
- 1989: Die Reise, ORF-W/SFB
- 1990: Am Meer – On the beach, SDR
- 1995: Rorschachtest, ORF/BR/SFB
- 1997: Kolchis, ORF
- 2004: Minotaurus kehrt heim, ORF
- 2007: Amerika! Amerika!, ORF
- 2008: Russland. Rossija. Russland, ORF
- 2009: Nihon Monogatari – Erzählungen von Japan, ORF
- 2011: Nachricht von Europa. Europa, ORF

Bücher von Peter Rosei wurden in folgende Sprachen übersetzt: in amerikanisches Englisch, Französisch, Russisch, Japanisch, Holländisch, Italienisch, Bulgarisch, Polnisch, Schwedisch und Serbokroatisch. Zuletzt erschien der Roman Wien Metropolis (2021) auf Hindi und der Roman Das Märchen vom Glück (2024) auf Bahasa in Indonesien.

## Übersetzungen
- Michelangelo Antonioni: Zabriskie Point (unter Mitarbeit von Christa Pock) - Suhrkamp Verlag/Frankfurt am Main 1985 – suhrkamp taschenbuch 1212.
- Anonimo Triestino: Das Geheimnis. (zusammen mit Christa Pock) – Residenz Verlag/Salzburg und Wien 1988, ISBN 3-7017-0540-2 – Suhrkamp Verlag/Frankfurt am Main 1991, suhrkamp taschenbuch 1875 – Folio Verlag/Wien und Bozen 2003, ISBN 3-85256-232-5
- Umberto Saba: Canzoniere. (mit Gerhard Kofler und Christa Pock). Klett-Cotta, Stuttgart 1997, ISBN 3-608-93082-5.

## Herausgeberschaft
- Adalbert Stifter: Kalkstein. Der Kuß von Sentze. Residenz Verlag, Salzburg 1974, ISBN 3-7017-0115-6.

## Bücher über Peter Rosei
- 1992: Gespräche in Kanada (Wilhelm Schwarz) – Verlag Peter Lang GmbH/Frankfurt am Main; Bern; New York; Paris, ISBN 3-631-44710-8 – 1994 auch auf Englisch erschienen: Conversations with Peter Rosei (translated by Christine and Thomas Tessier) – Ariadne Press/Riversider/California, ISBN 0-929497-80-5
- 1994: Peter Rosei – Dossier 6 (Herausgegeben von Gerhard Fuchs und Günther A. Höfer) – Literaturverlag Droschl/Graz-Wien, ISBN 978-3-85420-376-6
- 2000: Basic Rosei (Herausgegeben von Walter Vogl) – Sonderzahl Verlagsgesellschaft m.b.H./Wien, ISBN 978-3-85449-168-2
- 2011: Advanced Rosei (Herausgegeben von Clemens K. Stepina) – Sonderzahl Verlagsgesellschaft m.b.H./Wien, ISBN 978-3-85449-360-0
- 2020: Extended Rosei (Herausgegeben von Alexandra Millner) – Ritter Verlag/Klagenfurt, Graz und Wien, ISBN 978-3-85415-608-6

## Archiv
Der Großteil von Peter Roseis Manuskripten, Briefen und anderen Materialien befindet sich seit 2010 als Vorlass in der Handschriftensammlung der Wienbibliothek. Kleinere Konvolute sind im Literaturarchiv der Österreichischen Nationalbibliothek und in anderen Sammlungen aufbewahrt.